# Daniel Arizmendi López
Daniel Arizmendi López (Miacatlán, Morelos, México, 22 de julio de 1958) es un secuestrador y asesino en serie mexicano actualmente preso que se volvió famoso a finales de los años noventa por los numerosos y violentos secuestros realizados por su banda a personas de elevada posición socioeconómica. Es conocido como "El mochaorejas" porque tenía la costumbre de mutilar las orejas de sus víctimas para presionar a sus familias a pagar grandes cantidades de dinero. Arizmendi López fue aprehendido en agosto de 1998 por elementos de la Policía judicial del Estado de México.
Fue sentenciado a 480 años de prisión tras los procesos penales que le realizaron en el Estado de México, donde se encuentra preso en el Centro Federal de Readaptación Social Número 1, más conocido como "El altiplano".
En 2022 le repusieron un proceso penal, al frente abogados de "El mochaoreja" resaltan los nombres de los hermanos Castillo Castillo, Ricardo Medina González y Fermín Reza Camacho, quienes también participaron en procesos de Joaquín Guzmán Loera (a) "El Chapo".
En la actualidad, "El mochaorejas" sigue preso en "El altiplano", donde cumple una sentencia de 145 años de prisión, en lo que se resuelven amparos en los juzgados de distrito en Toluca, Estado de México.

## Sus inicios en el crimen
Arizmendi López nació en el seno de una familia humilde en Miacatlán, Morelos. Cuando tenía 15 años fue detenido por primera vez tras ser acusado de robo de vehículos. Sin embargo, dada su minoría de edad, fue puesto en libertad. A los 17 años formó con amigos y dos de sus hermanos una banda dedicada exclusivamente a robar vehículos en Nezahualcóyotl, Chalco, Texcoco y, posteriormente, en Ciudad de México. Fue mejor amigo de Antonio Flores y Alejandro Villalvazo, a quienes conoció en Sinaloa, de donde son ellos. Se cree que ellos lo indujeron a la vida del crimen.

## Inicia en el secuestro y carrera delictiva
Según distintos datos de la Procuraduría General de la República, una persona apodada "La víbora" y que había estado preso varias ocasiones por el delito de secuestro fue quien le propuso a Daniel y Aurelio Arizmendi López secuestrar a un empresario mexiquense llamado Leonardo Pineda. Este es el primer secuestro que se le atribuye a Arizmendi López, quien mató a la víctima y su cuerpo fue encontrado en Chalco, Estado de México, dos semanas después. El toque personal que Arizmendi les daba a sus víctimas es que a la mayoría le mutilaba una oreja o dedos de las manos.
Según datos de investigaciones periodísticas,  Arizmendi López secuestró y mutiló a más de 180 personas entre 1995 y 1998, periodo en que se especula que cometió más de 21 secuestros y al menos 3 terminaron en asesinato. La banda pronto tomó el rumbo de un negocio familiar porque -aparte de su hermano Aurelio Arizmendi y su medio hermano Juan Farfán- en los crímenes cometidos estuvieron involucrados su esposa, María de Lourdes Arias García, entre otros familiares. Arizmendi López contaba con un grupo de secuestradores, la mayoría originarios del Estado de México y con algún ingreso a prisión. Este grupo de personas realizaba el secuestro, llevando a las víctimas a una casa de seguridad, donde eran cuidadas por Lourdes Arias García. 
Cobraba grandes cantidades de dinero porque sólo secuestraba a personas de alto nivel socioeconómico.

## Cerco policial y detención
Dada la forma tan violenta de operar de la banda de secuestradores de Daniel Arizmendi López, los medios de comunicación le dieron cada vez mayor espacio a través de los noticieros y programas, a fin de presionar a las autoridades para que lo capturaran. Fue así que en marzo de 1997 se formó un grupo especial interinstitucional, integrado por agentes de la Policía judicial del Estado de México, elementos de la Policía judicial federal, de la Policía judicial del entonces llamado Distrito Federal e integrantes del Centro de Investigación y Seguridad Nacional (CISEN), para detener a Arizmendi López. 
El cerco policial incluyó hacer fuerte presión en la familia del secuestrador porque detuvieron a sus hijos Daniel Arizmendi Arias y Sandra Arizmendi Arias, quienes eran integrantes de la banda delictiva. El 17 de agosto de 1998, a las 7 de la noche, elementos de la Policía judicial del Estado de México, en el municipio de Naucalpan, detuvieron a Daniel Arizmendi López cuando salía de su domicilio; no opuso resistencia y junto a él detuvieron a otros integrantes de su banda. 
Durante un cateo efectuado  en el domicilio se aseguraron 30 millones de pesos, 600 centenarios y más de 500.000 dólares americanos. La noticia de la detención se dio a conocer en una conferencia de prensa que encabezó el entonces procurador general de la República, Jorge Madrazo Cuéllar. Arizmendi López fue recluido en el penal de máxima seguridad de "El Altiplano", antes Almoloya de Juárez, en el Estado de México.

## Sentencia y reclusión
El 22 de agosto de 2003, Arizmendi López fue sentenciado a 50 años de prisión por los delitos de privación ilegal de la libertad en la modalidad de secuestro, delincuencia organizada, posesión de armas de fuego y homicidio calificado. Por la suma de todas las condenas, "El mochaorejas" recibió en total 393 años de cárcel, pero, según las leyes mexicanas, la pena máxima que una persona puede estar en prisión es de 50 años.  En 2004, Arizmendi López, uno de los Arellano y Osiel Cárdenas Guillén fueron reubicados porque se sospechaba que controlaban la prisión; sin embargo, esto no fue confirmado.
Daniel Arizmendi López y Aurelio Arizmendi López son las inspiraciones para los hermanos Sánchez de la película Man on Fire (Hombre en llamas en Latinoamérica y El fuego de la venganza en España).